# آرامگاه (فیلم ۱۹۸۶)
«آرامگاه» (انگلیسی: The Tomb) فیلمی در ژانر ترسناک به کارگردانی فرد اولان ری است که در سال ۱۹۸۶ منتشر شد.
از بازیگران آن می‌توان به کامرون میچل، جان کارادین، و سیبیل دانینگ اشاره کرد.